# Высокая башня (Псков)
Высокая (Воскресенская) башня — цилиндрическая непроезжая (глухая) башня Псковской крепости, возведённая в 1500 году. Вместе с Плоской башней защищала устье реки Псковы. С 2021 года открыта для посещения.

## Описание
Расположена на правом берегу реки Псковы (в Запсковье), близ её устья. В плане круглая, 12 м в диаметре; высота каменной части — 16 м (с шатром — 34 м). В шести ярусах башни было устроено в общей сложности 15 боёв. Фундамент выполнен из бутового камня, стены — из блоков известняковой плиты с включением валунов. В целом первоначальная структура Высокой башни не сохранилась.
Название «Высокая» башня получила благодаря своим вытянутым пропорциям, контрастирующим со стоящей напротив Плоской башней.
После того как в 1532 году неподалёку была построена церковь Воскресения со Стадища, башню стали также называть Воскресенской.

## История
В конце XV века крепостная стена Псковского Крома была достроена до устья реки Псковы, и на обоих берегах были построены башни — Высокая и Плоская — для защиты входа в Пскову. Позже, в 1537 году, между ними поставили деревянную стену с воротами, так называемыми Нижними решётками (выше по течению были и Верхние решётки, закрывавшие вход в реку с другой стороны). В 1631 году деревянная стена была заменена каменной. Водобежные ворота имели деревянные обитые железом решётки, закрывавшие в военное время вход в Пскову.
Сохранившиеся чертежи 1740 года свидетельствуют о том, что к этому времени башня ещё не утратила свою первоначальную форму, однако уже к середине XIX века она превратилась в руины. Нижние решётки были почти утрачены к 1866 году (как следует из зарисовок инженер-полковника И. Ф. Годовикова).

## Современность
В конце 1960-х годов состоялась реставрация Высокой башни по проекту архитектора Ю. В. Сусленникова. Тогда же был отреставрирован примыкающий к башне участок крепостной стены. Предполагается, что в ходе реставрации были допущены некоторые ошибки, в результате которых башня оказалась на три метра ниже по сравнению с изначальной высотой.
В 2018—2019 годах была проведена повторная реставрация. 1 мая 2021 года она открылась для посетителей. В башне планируется разместить экспозицию, посвящённую военной истории Псковской земли. Возможно, между Высокой и Плоской башнями будет создан пешеходный мост через Пскову.

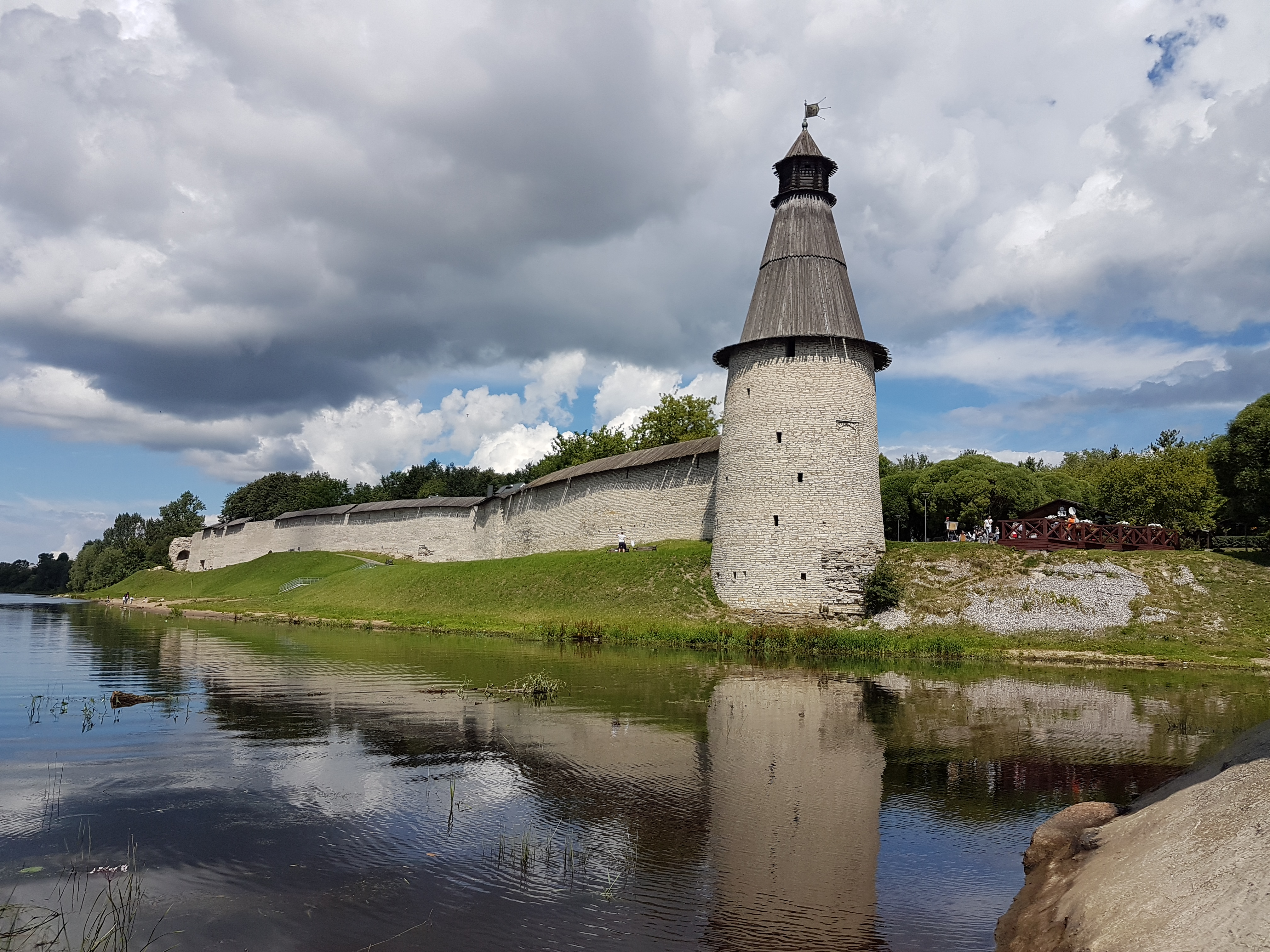
Высокая башня и фрагмент стены Окольного города
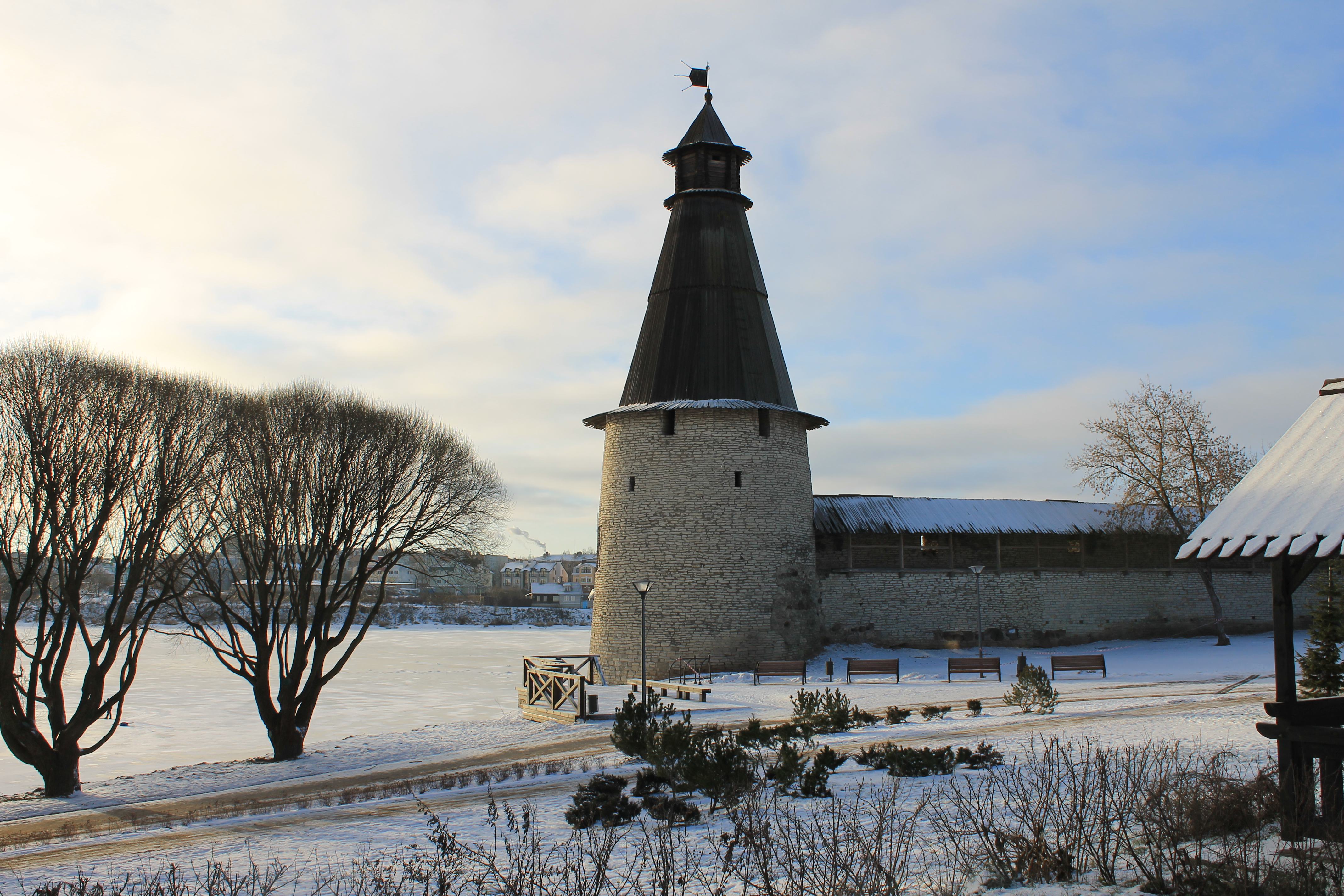
Высокая башня (2015)
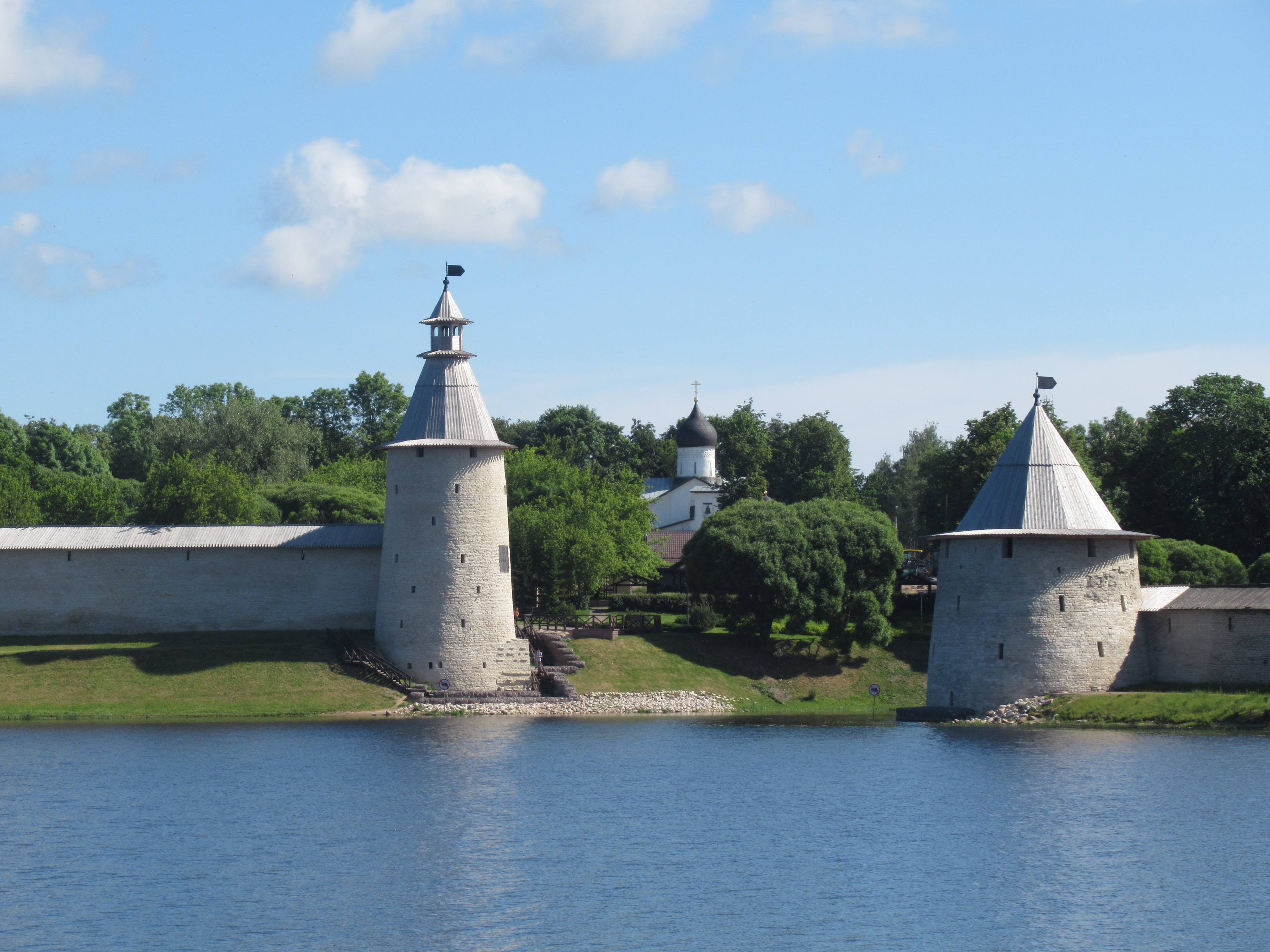
Высокая (слева) и Плоская башни. Вид со стороны р. Великой
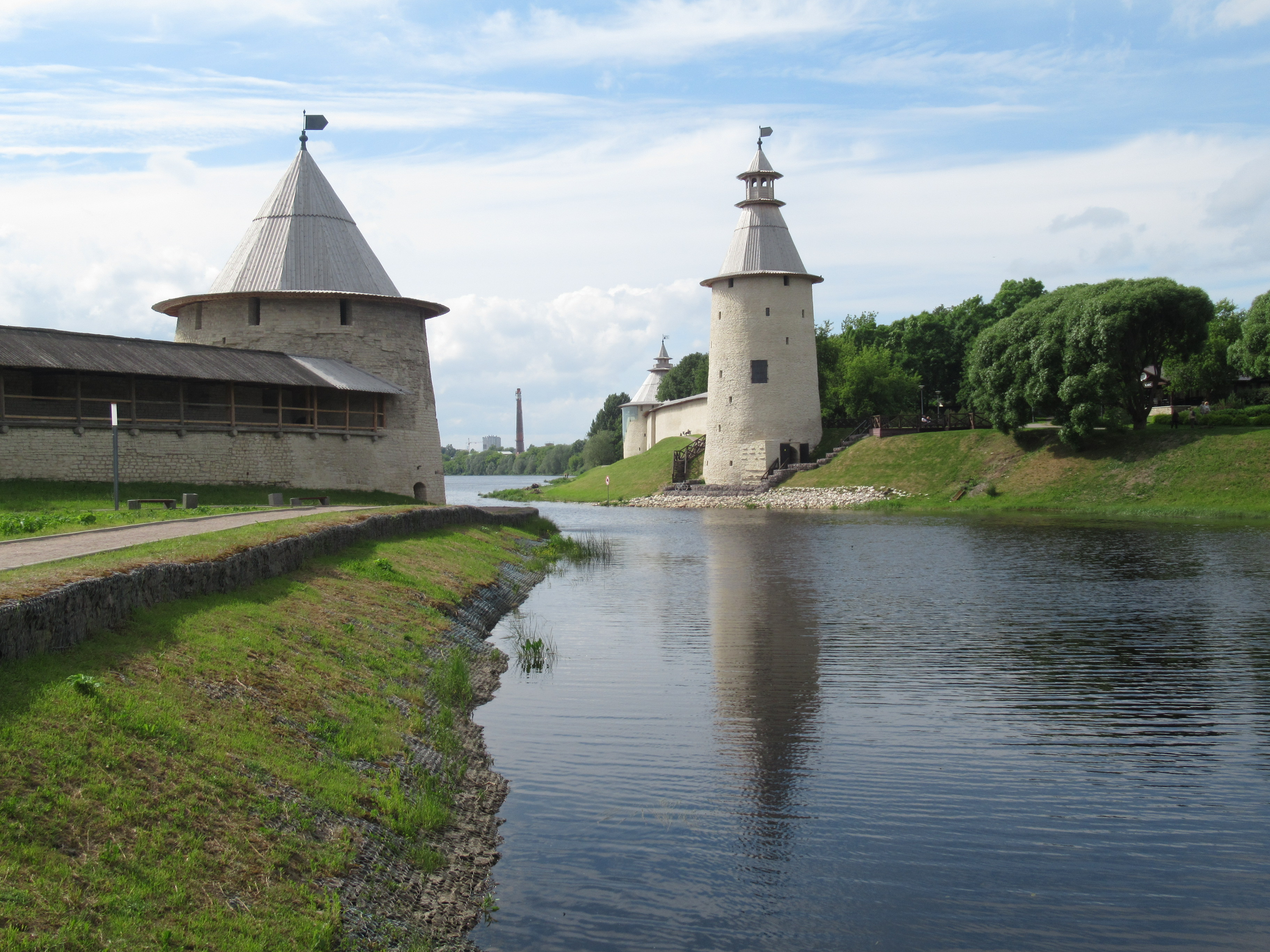
Высокая и Плоская башни. Вид со стороны р. Псковы